# Semovente 20/70 Quadruplo
Semovente 20/70 Quadruplo byl prototyp italského samohybného protiletadlového kanónu.

## Historie
Počátkem roku 1942 vznikl v italské královské armádě požadavek na vývoj samohybného protiletadlového kanónu přizpůsobeného pro použití v severní Africe. Samotné použití vozidla se mělo zaměřovat na ochranu zásobovacích konvojů, které byly napadány britským královským letectvem.
Pro ušetření času a materiálu se měl použít již vyvinutý podvozek z tanku M15/42. Originální věž byla nahrazena otevřenou verzí. Věž byla vybavena 20mm těžkým protileteckým kulometem 20/70. Ten měl úhel sklopení od −5° do +90°.
První prototyp byl vyroben na přelomu ledna a února 1943. Prototyp byl po kapitulaci italské armády převzat jako kořistní vozidlo německou armádou. Účastnil se bojů v posledních dnech druhé světové války v Německu.